# Lithobates capito
Espèce
Synonymes
- Rana capito LeConte, 1855
- Rana areolata aesopus Cope, 1886
- Rana capito stertens Schwartz & Harrison, 1956

Statut de conservation UICN

 NT  : Quasi menacé
Lithobates capito est une espèce d'amphibiens de la famille des Ranidae.

## Répartition
Cette espèce est endémique de l'Est des États-Unis. Elle se rencontre, :
- dans le sud-est de la Caroline du Nord ;
- dans l'est de la Caroline du Sud ;
- dans le sud de la Géorgie ;
- en Floride ;
- dans le Sud et centre de l'Alabama ;
- dans l'extrême Sud du Mississippi ;
- dans le centre du Tennessee.

## Description

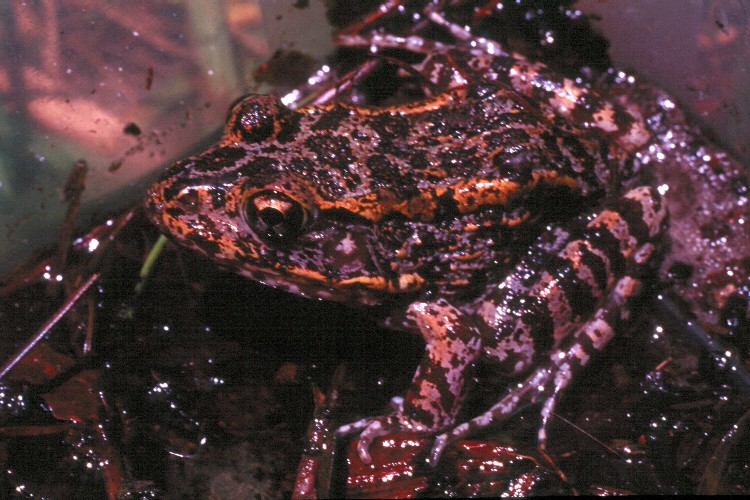
Lithobates capito

Lithobates capito mesure de 51 à 102 mm.

## Publication originale
- LeConte, 1855 : Descriptive catalogue of the Ranina of the United States. Proceedings of the Academy of Natural Sciences of Philadelphia, vol. 7, p. 423-431 (texte intégral).